# Copelatus abonnenci
Copelatus abonnenci är en skalbaggsart som beskrevs av Guignot 1939. Copelatus abonnenci ingår i släktet Copelatus och familjen dykare. Inga underarter finns listade i Catalogue of Life.